# ジョン・ロールズ
ジョン・ボードリー・ロールズ（John Bordley Rawls、1921年2月21日 - 2002年11月24日）は、アメリカ合衆国の哲学者。主に倫理学、政治哲学の分野で功績を残し、リベラリズムと社会契約の再興に大きな影響を与えた。
1971年に刊行した『正義論』（A Theory Of Justice）は大きな反響を呼ぶ。当初は、アイザイア・バーリンらが「政治理論はまだ存在するのか？」（1962年）と吐露するほどに停滞しきっていた当時の政治哲学業界を再興させるのに大きく貢献した。そのため、英語圏における正義論以降の政治哲学（規範政治理論、normative political theory）業界は「ロールズ・インダストリー」（Rawlsian industry）などとしばしば呼ばれる。

## 生涯
1921年、メリーランド州ボルチモアに生まれた。ボルチモアの学校にしばらく通った後、コネチカット州にあるプレップスクールに転校。1939年に卒業し、プリンストン大学に入学。この頃より哲学に関心を持つようになる。1943年に学士号を取得して半期繰り上げ卒業後、アメリカ陸軍に兵士として入隊。第二次世界大戦中は歩兵としてニューギニア、フィリピンを転戦、降伏後の日本を占領軍の一員として訪れて、広島の原爆投下の惨状を目の当たりにする。この経験からすっかり軍隊嫌いとなり、士官への昇任を辞退し、1946年に兵士として陸軍を除隊する。
その後間もなく母校プリンストン大学の哲学部博士課程に進学（道徳哲学専攻）。1949年にブラウン大学卒業生の六つ年下のマーガレット・フォックスと結婚する。ロールズとマーガレットは本の索引作成という共通の趣味を持っており、一緒に最初の休日はニーチェに関する書籍の索引を作成して過ごした。ロールズはこの時、自身の後の著作である『正義論』の索引も作成している。
1950年に「倫理の知の諸根拠に関する研究」で博士号を取得し、1952年までプリンストン大学で教鞭をとる。1952年から53年、フルブライト・フェローシップによりオックスフォード大学へ留学。当時オックスフォードにいたアイザイア・バーリンの影響を受ける。フェローシップ終了後にアメリカへ帰国、1953年、コーネル大学で助教授を務める。1960～62年、マサチューセッツ工科大学で終身在職権付きの教授職を得る。1962年よりハーバード大学に教授として移り、1991年、名誉教授。1995年に最初の発作を起こして以降、歩行障害があったが、最善の著作となるThe Law of Peoples（『諸民衆の法』）を完成させた。2002年に他界した。

## 『正義論』
『正義論』（A Theory of Justice、1971年刊）は、人間が守るべき「正義」の根拠を探り、その正当性を論じたロールズの主著の一つ。この著で彼が展開した「正義」概念は、倫理学や政治哲学といった学問領域を越えて同時代の人々にきわめて広く大きな影響を与えることになった。それまで功利主義以外に有力な理論的基盤を持ち得なかった規範倫理学の範型となる理論を提示し、この書を基点にしてその後の政治哲学の論争が展開したという点で、20世紀の倫理学、政治哲学を代表する著作の一つということができよう。
本書は3部構成である。
- 第1部では、正義を論じる理由を明示した上で、非個人的な観点から望ましく実行可能な正義の原理を探究し、最終的に彼の考える「正義の二原理」を提出する。
- 第2部では、彼の正義論を現実の社会的諸制度・諸問題へ適用し、その実行可能性を明らかにしていく。
- 第3部では、彼の正義概念は人間的な思考や感情と調和しており、「正しさ」と「善さ」とは矛盾するものでないことを説明することを通じて、理論的に導出された正義論が現実の人間的基盤を有している様相を明らかにしていく。

ここでは第1部の彼の論述の要旨を示す。
この書でロールズは、それまで倫理学を主に支配してきた功利主義に代わる理論として、民主主義を支える倫理的価値判断の源泉としての正義を中心に据えた理論を展開することを目指している。彼は正義を「相互利益を求める共同の冒険的企て」である社会の「諸制度がまずもって発揮すべき効能」だと定義した。そして社会活動によって生じる利益は分配される必要があるが、その際もっとも妥当で適切な分配の仕方を導く社会的取り決めが社会正義の諸原理になるとした。
ここで彼は社会契約説を範にとってこの正義の原理を導出していく。まず正義の根拠を、自由かつ合理的な人々が、彼が「原初状態」と名付けた状態におかれる際に合意するであろう諸原理に求めた。この原初状態とは、集団の中の構成員が彼の言う「無知のヴェール」に覆われた－すなわち自分と他者の能力や立場に関する知識は全く持っていない－状態である。このような状態で人は、他者に対する嫉妬や優越感を持つことなく合理的に選択するであろうと推測され、また誰しも同じ判断を下すことが期待される。そして人は、最悪の状態に陥ることを最大限回避しようとするはずであり（マキシミン・ルール）、その結果次の二つの正義に関する原理が導き出されるとした。
第一原理
各人は、平等な基本的諸自由の最も広範な制度枠組みに対する対等な権利を保持すべきである。ただし最も広範な枠組みといっても他の人びとの諸自由の同様に広範な制度枠組みと両立可能なものでなければならない。
Each person has an equal claim to a fully adequate scheme of basic rights and liberties, which scheme is compatible with the same scheme for all; and in this scheme the equal political liberties, and only those liberties, are to be guaranteed their fair value.
第二原理　
社会的・経済的不平等は、次の二条件を充たすように編成されなければならない
　　ーー(a) そうした不平等が各人の利益になると無理なく予期しうること、かつ
　　　　(b) 全員に開かれている地位や職務に付帯すること
Social and economic inequalities are to satisfy two conditions: first, they are to be attached to positions and offices open to all under conditions of fair equality of opportunity; and second, they are to be to the greatest benefit of the least advantaged members of society.
第一原理は自由に関する原理である。彼は他者の自由を侵害しない限りにおいて自由は許容されるべきだと説き、基本的自由の権利 － 良心の自由、信教の自由、言論の自由、集会の自由などを含む － はあらゆる人に平等に分配されねばならないとした。ただここにおける自由とはいわゆる消極的自由を指示している。第二原理の(a)は、格差原理とも呼ばれるものである。彼は社会的格差の存在そのものは是認しつつも、そこに一定の制度的枠組みを設けることが必要と考えこの原理を設定した。自由以外の社会的な基本財をどのように分配するかを示すための原理である。(b)は機会均等原理と呼ばれる。同じ条件下で生じた不平等は許容されるというものである。
この正義の二原理は、「原初状態」や「無知のヴェール」といった概念を用いた思考実験から導出されている。しかし、この原理が普通の人間の正義感覚と比較検討してもなお正当性を失わないことという「反照的均衡」という彼の方法論が妥当であること根拠として、この正義の二原理に実際的妥当性を付与している。

## 『政治的リベラリズム』
詳細は『政治的リベラリズム』を参照。
ロールズの２作目の主著は『政治的リベラリズム』（Political Liberalism, 1993）である。同書で、ロールズは人間の善に関する市民の間の哲学的、宗教的、道徳的不合意の文脈における政治的正統性の問題に目を向けた。そのような不合意は―ー自由な国家が保護するように設計されている開かれた探求と自由な良心という条件の下での人間の合理性の自由な行使の結果として――理にかなっていると彼は主張した。理にかなった不合意に向き合う正統性の問いは、ロールズにとって緊急であった。なぜなら、「公正としての正義」の彼自身の正当化は、理にかなって拒絶可能である人間の善のカント的構想に依拠していたからである。『正義論』で提示されている政治哲学が、人間の繁栄についての論争的な構想によってのみ示されるのであれば、そのような構想によって秩序づけられるリベラルな国家は正統でありうるのかが不透明になる。
これは、一見すると、『正義論』で扱われなかった新しい懸念であるように思われる。しかし、この懸念を導く直観は、『正義論』を導いている基本的な考え方と変らない。それは、社会の基本的な憲章は、社会的、法的、および政治的制約のもとで人生を送る市民が、理にかなって拒絶できない原則、論拠、理由にのみ頼らなければならないという考えである。換言すれば、法律の正統性は、その正当化が理にかなって拒絶できないということを条件とする。この古い洞察は『正義論』を支えるものであった。しかし、その適用に関しては「公正としての正義」の深い正当化にまで拡大する必要があることにロールズが気づいたときに、新しい形を取った。彼は『正義論』において、「公正としての正義」の正当化を自律的な道徳的主体性の自由な発展としての人間の繁栄という理にかなって拒絶可能な（カント的）構想に沿って提示していた。これに対して、『政治的リベラリズム』の核心は、リベラルな国家は正統性を獲得するために「公共的理性の理想」にコミットしなければならないという主張である。これはおおまかに言って、公共的な立場にある市民は、理由としての地位が市民の間で共有されている理由にのみ相互に依拠しなければならないことを意味する。したがって、政治的推論は純粋に「公共的理性」の観点から進められなければならない。例えば、同性愛者の結婚の拒否が修正第14条の平等保護条項の違反を構成するかどうかを判断する最高裁判所の判事は、この問題に関する彼の宗教的信念に訴えかけることはできないが、彼は同性の世帯が子供の発達のために望ましくない状況を提供するという議論を考慮に入れることができる。これは、神聖なテキストの解釈に基づく理由が（理由としての力は、理にかなって拒絶しうる信仰のコミットメントに依存するという意味で）非公共的であるためである。一方で、発達するための最適な環境を子供たちに提供することの価値に依拠する理由は、公共的理由――理由としての地位は、人間の繁栄について深く論争の余地のある構想を利用していない――である。
ロールズは、シヴィリティの義務――理由として相互に理解されうる理由を相互に提供する市民の義務――は、彼が「公共的政治フォーラム」と呼ぶ領域に適用されると主張した。このフォーラムは、たとえば社会の最高の立法機関や司法機関といった政府の上部から、州議会で誰に投票するか、または国民投票でどのように投票するかを決定する市民の判断までに渡る。また、選挙運動中の政治家も、選挙区の非公共的な宗教的または道徳的信念に屈することを控えるべきであると彼は信じた。
公共的理性の理想は、リベラルな国家の基盤となる公共的な政治的価値（自由、平等、公正）の優位性を確保する。しかし、これらの価値の正当化についてはどうなるのか。そのような正当化は、理にかなって拒絶されるであろう深い（宗教的または道徳的な）形而上学的コミットメントを必然的に利用するため、ロールズは公共的な政治的価値は個人によってのみ私的に正当化される可能性があると考えた。公共的なリベラルな政治的構想とそれに付随する価値が（司法の意見や大統領の演説などで）公共的に承認される場合はあるが、その深い正当化は行われない。正当化の課題は、ロールズが「理にかなった包括的教説」と呼んだものと、それに従って生きる市民に向けられる。理にかなったカソリックの教徒は、リベラルな価値をある仕方で正当化し、理にかなったイスラムの教徒は別の仕方で正当化し、世俗的な市民はさらに別の仕方で正当化する。ベン図を用いてロールズの考えを説明することができる。公共的な政治的価値は、多数の理にかなった包括的教説が重なりあう共有の領域になる。 『正義論』で提示されているロールズの安定性の説明は、カント的な包括的教説と「公正としての正義」との両立可能性の詳細な描写と捉えることができる。彼の望みは、他の多くの包括的な教説についても同様の説明が提示されることである。これは、ロールズの有名な「重なり合うコンセンサス」という観念である。
そのようなコンセンサスは必然的にいくつかの包括的教説、すなわち「理にかなっていない」包括的教説を除外するだろう。理にかなっていない包括的教説がまさに理にかなっていないのは、シヴィリティの義務と両立できないからである。これは、理にかなっていない包括的教説が、自由、平等、公正という正義のリベラルな理論が保護するように設計されている根本的な政治的価値と両立しないということでもある。したがって、ロールズがそのような教説について何を言わなければならないかという質問に対する１つの答えは、何もないということである。一つには、リベラルな国家がそのような教説を保持する個人（宗教原理主義者など）に自らを正当化することはできない。なぜならそのような正当化は、（すでに記されているように）公共的な政治フォーラムから排除された、論争的な道徳的または宗教的コミットメントの観点から進められるからである。しかし、より重要なのは、ロールズのプロジェクトの目標は、主に政治的正統性のリベラルな概念が内的に首尾一貫しているかどうかを判断することであり、このプロジェクトは、リベラルな価値観にコミットする人々が政治問題についての彼らの対話、熟議および議論で互いにどのような理由を使用してよいのかを特定することによって進められる。ロールズのプロジェクトはこの目標を持ち、リベラルな価値観をまだコミットしていない、または少なくとも態度を明確にしていない人々に正当化するという問題を予め排除している。ロールズの懸念は、シヴィリティと相互正当化の義務という観点から具体化された政治的正統性という考えが、現代民主主義社会の宗教的および道徳的多元主義に直面してもなお、実行可能な形式の公共的討論として役に立つのかどうかに関係しており、政治的正統性の自身の構想をそもそも正当化するのではない。

## 原爆投下について
ロールズは、1995年雑誌Dissentに掲載した論文「Reflections on Hiroshima: 50 Years after Hiroshima（原爆投下はなぜ不正なのか？: ヒロシマから50年）」において、戦争における法（武力紛争法）に関する六つの原理を提示する。
1  民主社会が当事者となる正しい戦争の目標は、諸民衆の間（とりわけ敵との間） に成立すべき正しくかつ永続的な平和である
2 民主社会の戦争相手国は、民主的ではない国家である。このことは、民主的な民衆は相互に戦争を起こさないという事実から帰結する。
3 戦争を遂行する上で、民主社会は三つの集団 (1)相手国の指導者と要職者、(2) 兵士たち (3) 非戦闘員である住民 、を注意深く区別しなければならない。
4 民主社会は、相手国の非戦闘員、兵士の人権を尊重しなければならない。二つの理由がある。1)万民法に基づいて、民間人・兵士ともに人権を有しているから。2)戦時においても人権が効力を有するという実例を自ら率先することで敵国に人権を教えるべきだから。
5 軍事行動と（交戦国や国際社会に対する）声明において正義を自負できる民衆は、自分たちが目標とする平和がどのようなものであるか、自分たちが求める国際関係はどのようなものなのかについて、戦争中においてあらかじめ示すべきである。
6 戦争目的を達成するための軍事行動や政策が適切かどうかを判定するための思考様式は、つねに上述の五原理の枠内で構成され、これらの原理によって厳格に限定される。
ロールズはこのような原理を提示したうえで、原爆投下をその不要性から、「すさまじい道徳的悪行」という。トルーマンの「日本人を野獣として扱う以外にない」という発言において、ナチスや東條に率いられた日本軍部のみならず、一般市民までを含めていたことに対して、批判した。
またロールズは避けるべき二種類のニヒリズム的論法があるという。
1 地獄のような戦争を一刻でも早く終わらせるためならどんな手段でも選んでもよいとする論法。
2（戦争に突入した以上）私たちは皆有罪という同等の立場にあるのだから誰も他人（他国民）を非難できないとする主張。
ロールズは「正義を重んずるまともな文明社会（その制度・法律、市民生活、背景となる文化や習俗）はすべて、どんな状況においても道徳的・政治的に有意味な区別を行っており、その区別に絶対的に依存している、という事実」からして、このような論法が無内容であることが導かれるとした。

## 万民の法
ロールズは、The Law of Peoples, Harvard UP, 1999（『万民の法』岩波書店，2006）において、国内法の枠を越えた普遍妥当性を有する「万民の法」について論じている。
まず民衆 (people) を次の5つに分類する。
1道理をわきまえたリベラルな諸国の民衆 (reasonable liberal peoples)
2良識ある諸国の民衆 (decent peoples)
3無法国家 (outlaw state)
4不利な条件の重荷に苦しむ社会
5仁愛的絶対主義 (benevolent absolutism) の社会
このうち1と2は「秩序だった諸国の民衆」とされ，「万民法」はこの2つの国の民衆に妥当するとされる。
さらに、民主主義平和論 (democratic peace) を論じるなかで「立憲民主制社会同士が互いに戦争を始めるようなことはない」とする。その理由は、「そうした社会の市民がとりわけ正義を尊重するよき人々だからというわけではなく，ただ単に，彼らにはお互いに戦争をする理由がない」からである。近代初期ヨーロッパの国民国家群における王朝間戦争とは異なり、民主的社会は、自衛や、人権を守るために不正な社会へ介入することなどの危機的ケースを除けば、自ら進んで戦争を開始することはないとされる。
またロールズは民主的社会が戦争をするとすれば、それは無法国家との戦争であるとし、「リベラルな民衆は戦争を行うが、それは、自分たちのリベラルな文化の自由と独立を守り、自分たちを従属させ、支配しようとする国家に真っ向から対抗しなければならないからである。」として、「民主的な社会による戦争」を正当化する。
ほか、民主的社会を従属させようとする無法国家に対しては、非寛容的であるべきだとする。「好戦的で、危険な無法国家」への対策としては、核兵器所有およびその抑止力論を展開した。ほかにも第二次世界大戦中にイギリスによるドイツ空爆をその現実的必要性から擁護した。なお日本への原爆投下については、その不要性から米国政府を批判した。

## マルクス主義批判
ロールズは、マルクスが、自由放任型の資本主義には重大な欠陥があり、根本的に改善されねばならないと指摘したことは重大な意義があるとしながらも、マルクス主義の政治思想を以下のように批判する。
マルクス主義では、リベラリズム (自由主義)がいう基本権と自由が保護するものは、資本主義世界における市民たちのエゴイズムにすぎないとされるが、秩序ある財産所有のデモクラシー（財産所有制民主主義）では、基本権と自由は、自由かつ平等な市民のもつ高次の関心をうまく表現し保護するものであり、生産のための資産を私有することは、基本権ではないが、現存する条件では、その権利を許容することが正義の諸原理を満足するための有効な方法であるとロールズはいう。
また、マルクス主義は、立憲体制における権利と自由を形式的だと批判するが、政治的自由の公正な価値によってすべての市民は、社会的地位を問わず、政治的影響力を行使するための公正な機会を保障されることが可能であり、これは公正としての正義がもつ本質的な平等主義的特徴の一つであるとロールズは反論する。
また、マルクス主義は、私的財産を許容する立憲体制が保証するのは、消極的自由（他人に邪魔されずに行為する自由に関連する自由）だけであるとも批判するが、ロールズは、これに対して、財産所有のデモクラシーの背景にある制度は、公正な機会の平等および格差原理と、あるいは別の原理と組み合わせることで、積極的自由（自己実現につながる可能な選択や行動に対して障害がないことに関する自由）に対しても適切な保護を与えると回答する。
ロールズは、ソ連のような中央指令的社会主義は失墜したし、そもそもそれが説得力のある教義であったためしはないが、一方で、政治的自由の公正な価値がともなう立憲デモクラシー、法によって保障される自由競争のある市場システム、企業が労働者や、株所有を通じて一般の人にも所有され、選挙によって選ばれた経営者によって経営されることの推進、生産手段および天然資源が広範囲で多少なりとも平等に分配されることを確保される所有システムなどの諸特徴をもつLiberal socialism (リベラルな社会主義)(社会自由主義(Social Liberalism)と異なる)は、価値ある見解であるという。
マルクスらは、共産主義社会では、誰もが自分が望む分野での熟達が可能で、社会が生産一般を規制することで、誰もが心のおもむくままに生きていくことが可能になるとし、そこでは、道徳の感覚は不必要であるとされた。しかし、正義の感覚をもつことによって、他の人々を理解し、彼らの請求資格を承認することが可能となるのであり、他人の請求資格について心配したり意識することもなしに、マルクスらのいうような心のおもむくままに行為することは、人間社会にとって欠かせない諸条件についての意識を欠いたまま生きる生活をもたらすだろうし、正義の消滅は望ましいことではないとロールズは警告する。

## 著書
- A Theory of Justice (Harvard University Press, 1971, revised ed., 1999).
  - 矢島鈞次監訳『正義論』紀伊國屋書店、1979年。ISBN 431-4002638
  - 川本隆史・福間聡・神島裕子訳『正義論』紀伊國屋書店、2010年。ISBN 431-4010746。新訳版
- The Liberal Theory of Justice: A Critical Examination of the Principal Doctrines in a Theory of Justice (Clarendon Press, 1973).
- Political Liberalism (Columbia University Press, 1993). 
  - 神島裕子・福間聡訳 『政治的リベラリズム』川本隆史解説、筑摩書房、2022年。ISBN 4480867376
- The Law of Peoples: with "the Idea of Public Reason Revisited" (Harvard University Press, 1999).
  - 中山竜一訳『万民の法』岩波書店、2006年／岩波現代文庫、2022年。ISBN 4006004540
- Collected Papers, edited by Samuel Freeman (Harvard University Press, 1999).
  - 田中成明編訳『公正としての正義』木鐸社、1979年。上掲論文集の前半に所収されている論文8本を編訳。ISBN 4833200643
- Lectures on the History of Moral Philosophy, edited by Barbara Herman (Harvard University Press, 2000).
  - 『ロールズ哲学史講義（上・下）』バーバラ・ハーマン編、坂部恵監訳、みすず書房、2005年。ISBN 462-2071118、ISBN 462-2071126
- Justice as Fairness: A Restatement, edited by Erin Kelly (Harvard University Press, 2001).
  - 『公正としての正義 再説』エリン・ケリー編、田中成明・平井亮輔・亀本洋訳、岩波書店、2004年。ISBN 4000228463／岩波現代文庫、2020年。ISBN 4006004184
- Lectures on the history of political philosophy, edited by Samuel Freeman, Belknap Press of Harvard University Press, 2007.
  - 『ロールズ政治哲学史講義（Ⅰ・Ⅱ）』サミュエル・フリーマン編、齋藤純一ほか5名訳、岩波書店、2011年。ISBN 4000258184、ISBN 4000258192／岩波現代文庫、2020年

## 関連書籍
- 大瀧雅之・宇野重規・加藤晋 『社会科学における善と正義: ロールズ『正義論』を超えて』 （東京大学出版会）
- 亀本洋 『ロールズとデザート―現代正義論の一断面』（新基礎法学叢書、2015年）
- 福間聡 『「格差の時代」の労働論―ジョン・ロールズ『正義論』を読み直す 現代書館・いま読む!名著』（現代書館、2019年）
- 堀巌『ロールズ　誤解された政治哲学　公共の理性を目指して』（春風社、2007年）
- 齋藤純一・田中将人 『ジョン・ロールズ　社会正義の探究者』（中公新書、2021年）
- 重田園江『社会契約論 ホッブズ、ヒューム、ルソー、ロールズ』ちくま新書
- 藤川吉美『ロールズ哲学の全体像 公正な社会の新しい理念 （正義の研究）』成文堂
- 板橋亮平『ジョン・ロールズとPolitical Liberalism』 パレード
- 板橋亮平『ジョン・ロールズと現代社会 規範的構想の秩序化と理念』 志學社
- 板橋亮平『ジョン・ロールズと万民の法』　パレード
- 渡辺幹雄『ロールズ正義論の行方増補版 その全体系の批判的考察』春秋社
- 渡辺幹雄『ロールズ正義論再説新装版 その問題と変遷の各論的考察』春秋社
- 『ロールズ正義論とその周辺　コミュニタリアニズム、共和主義、ポストモダニズム』
- 仲正昌樹『いまこそロールズに学べ 「正義」とはなにか？ 』春秋社
- 村上嘉隆『ロールズ再説』教育報道社
- 福間聡『ロールズのカント的構成主義 理由の倫理学』勁草書房
- チャンドラン・クカサス、フィリップ・ペティット『ロールズ 『正義論』とその批判者たち』勁草書房
- 伊藤恭彦『多元的世界の政治哲学 ジョン・ロールズと政治哲学の現代的復権』有斐閣
- 藤川吉美『公正としての正義の研究　ロ-ルズの正義概念に対する批判的考察』成文堂
- 盛山和夫『リベラリズムとは何か ロールズと正義の論理』勁草書房
- ノーマン・ダニエルズ/ブルース・P．ケネディ『健康格差と正義 公衆衛生に挑むロールズ哲学』勁草書房
- 大日方信春『ロールズの憲法哲学』有信堂高文社
- ルース・アビー（英語版）『Feminist Interpretations of John Rawls』（ジョン・ロールズのフェミニスト解釈）ペンシルバニア州立大学、2013年